# Volkskundemuseum der Sarakatsani

Eingangsbereich des Museums.

Das Volkskundemuseum der Sarakatsani (griechisch Λαογραφικό Μουσείο Σαρακατσάνων Laografikó Mousío Sarakatsánon) ist ein Museum über Geschichte und Kultur der Sarakatsanen, einer Volksgruppe im Norden Griechenlands und der angrenzenden Staaten. Das Museum wurde 1979 in der zentralmakedonischen Stadt Serres gegründet und ist seit 1997 in einem eigens errichteten Gebäude untergebracht.

## Ausstellung
Im Erdgeschoss werden Rekonstruktionen der traditionellen Behausungen, der so genannten Tsiatoura gezeigt. Die Sarakatschanen sind ein nomadisierendes Volk, dass auf seinen Wanderungen in Hütten aus geflochtenem Schilfrohr oder Gras lebte. Die gezeigten Hütten gehen zurück auf die Zwischenkriegszeit. Haupterwerb der Sarakatschanen war zu dieser Zeit die Herstellung von Käse und Kleidungsstoffen.
Im ersten Geschoss werden Werkzeuge und Weber-Geräte gezeigt, anhand derer man den gesamten Herstellungs-Prozess vom Spinnen bis zu den fertigen Textilien verfolgen kann. Neben Kleidung werden auch spezielle Bettdecken, die so genannten flokati gezeigt. In weiteren Vitrinen werden die traditionellen Trachten der Sarakatschanen gezeigt.
Seit 1998 bietet das Museum ein zweistündiges Unterrichtsprogramm für Grundschüler an. Die Kinder lernen dabei, wie die Sarakatschanen webten, spannen und in den Hütten lebten. Das Museum beherbergt auch eine Sammlung von historischen Fotografien aus dem gesamten griechischen Raum in der Zeit von 1906 bis 1950 und eine Sammlung von Aufnahmen traditioneller Lieder und Musik.